# Pionus
Pionus là một chi chim trong họ Psittacidae.